# Frankfurt-Flughafen
Frankfurt-Flughafen ist ein eigenständiger Stadtteil von Frankfurt am Main. Er entstand durch Ausgliederung aus dem Stadtteil Sachsenhausen-Süd und wird in statistischen Auswertungen diesem meist zugerechnet. Die Einwohnerzahl wird auf der Website der Stadt mit „etwa 200“ angegeben. Damit ist er der einwohnerschwächste Stadtteil, flächenmäßig jedoch der zweitgrößte. Der Stadtteil ist in die Stadtbezirke Unterwald nördlich der B 43 und Flughafen südlich der Autobahn 3 unterteilt, dazwischen liegt der Bezirk Gateway Gardens.
Wegen des Frankfurter Flughafens hat der Stadtteil, trotz der geringen Einwohnerzahl, eine entsprechende Infrastruktur: Neben dem Flughafen selbst verfügt er über ein Krankenhaus, die zwei Bahnhöfe Flughafen Fernbahnhof und -Regionalbahnhof sowie den S-Bahn-Haltepunkt Gateway Gardens, die zwei vollautomatischen Hochbahnen SkyLine und Skylink, Sakralbauten aller Weltreligionen, mehrere Restaurants und Hotels. Darüber hinaus bietet er rund 81.000 Menschen Arbeit, womit er die größte lokale Arbeitsstätte Deutschlands darstellt. Ab 2016 entstand zudem unter dem Namen Gateway Gardens ein neues Stadtquartier auf dem Gelände einer ehemaligen US-amerikanischen Militärsiedlung.

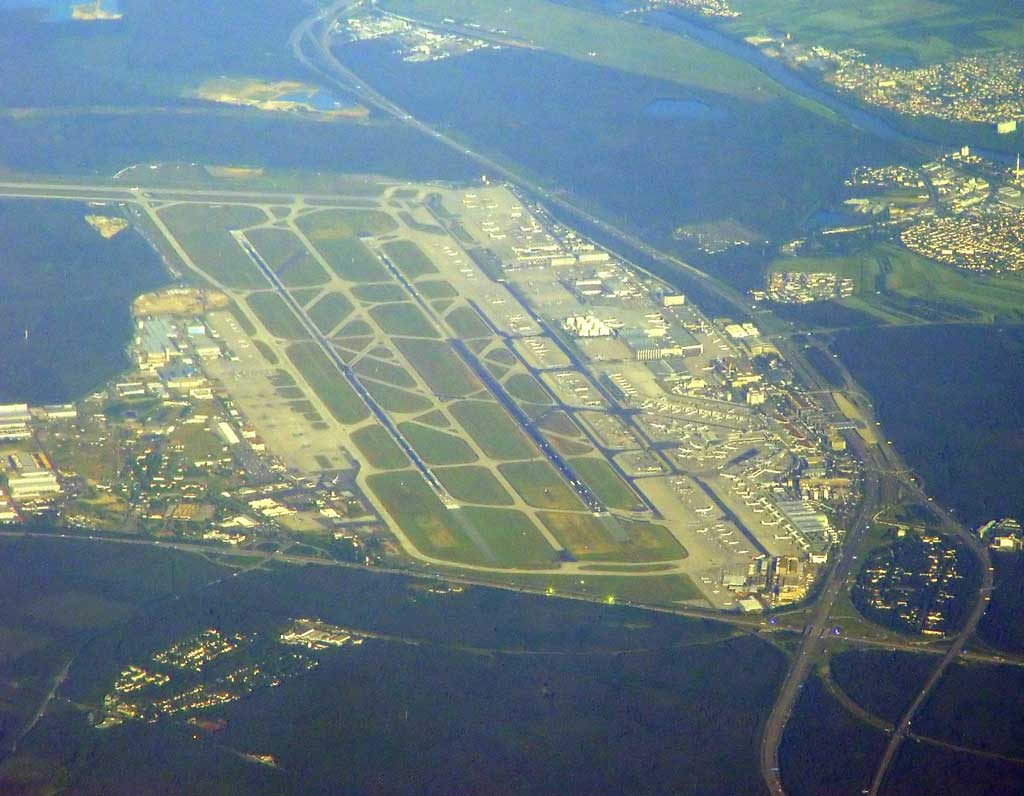
Der Flughafen Frankfurt Main aus der Luft
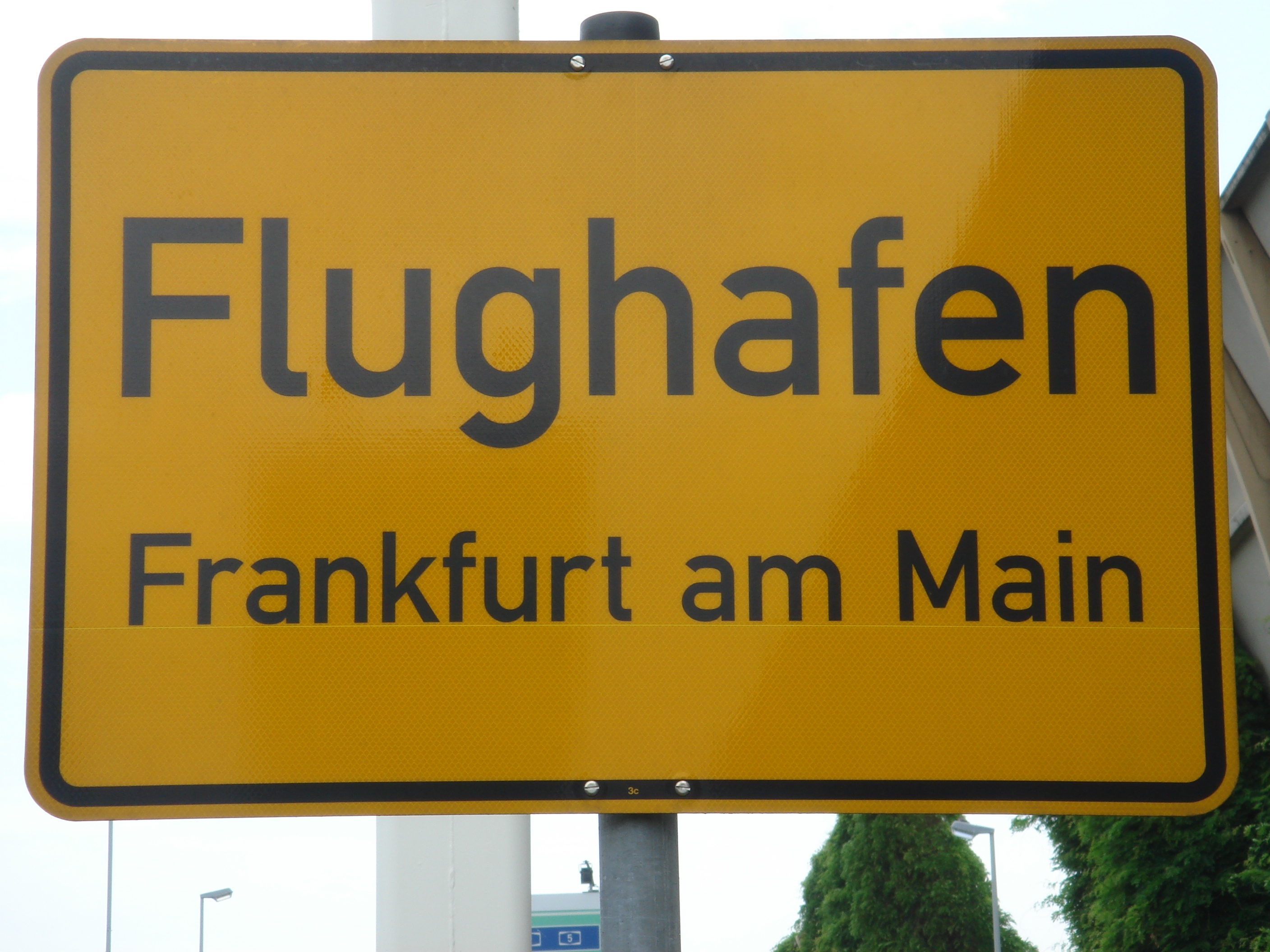
Ortstafel Flughafen in der Nähe von Tor 21